# Гладков, Николай Георгиевич
Николай Георгиевич Гладков (1 декабря 1895; Москва, Российская империя — 21 августа 1967; Москва, РСФСР, СССР) — советский актёр театра и кино.

## Биография
Родился 1 декабря 1895 года в Москве в семье-крестьян бедняков. В один из моментов тяжёлых материальных условий семьи, Гладков параллельно учёбе в городском училище, с двенадцати лет стал подрабатывать для материальной помощи своим родителям. В 1911 году окончил училище.
С 1915 года начался его первый опыт в военной деятельности, в этом году был призван на военную службу. Являлся разнорабочим, много воевал, имел неоднократные ранения, был дважды контужен. После того, как мужчина был отозван с фронта, в 1920 году стал артистом 3-й студии МХАТ, совмещая студию с армией. Прослужив лишь два месяца, был отправлен обратно на фронт.
После демобилизации в 1924 году, вернулся на работу, а после стал числиться уже в труппе 3-й студии МХАТ, играя свои первые роли на сцене. В кинематографии сделал свои первые шаги начиная с эпизодов. Первыми двумя работами были такие фильмы, как «Аэлита» (1924) и «Его призыв» (1925). Первая большая работа была снята в 1929 году в советском фильме «Разлом», в котором Гладков сыграл роль матроса Артёма Годуна.
Скончался 21 августа 1967 года на родине в Москве. Урна с прахом захоронена в колумбарии Новодевичьего кладбища.

## Творчество

### Фильмография
- 1924 — Аэлита — участие
- 1925 — Его призыв — участие
- 1928 — Человек родился — рабочий
- 1929 — Разлом — Годун
- 1930 — Праздник святого Иоргена — полисмен и юродивый
- 1931 — Моряки защищают родину — Ганс Крафт
- 1931 — Путёвка в жизнь — кулак
- 1932 — Горизонт — шкет
- 1932 — Путь свободен — партизан
- 1934 — Восстание рыбаков — Гулль
- 1934 — Настоящий парень — Плюхин
- 1936 — Бесприданница — Гаврила
- 1936 — Трое с одной улицы — машинист
- 1937 — Глубокий рейд — флагман эскадры
- 1938 — Семиклассники — Алексей, брат Димы
- 1938 — Юные коммунары — сержант
- 1939 — Минин и Пожарский — Игалютов
- 1940 — Цена жизни — начальник аэродрома
- 1941 — Два друга — командир полка
- 1955 — Вольница — Карп Ильич
- 1955 — Дорога — диверсант
- 1956 — Иван Франко — Топиковский
- 1956 — Илья Муромец — Пленчище
- 1957 — Случай на шахте восемь — шахтёр на собрании
- 1957 — Тугой узел / Саша вступает в жизнь — Пятерский
- 1958 — Трудное счастье — староста
- 1959 — Хмурое утро — предревкома
- 1960 — Первое свидание — рабочий
- 1961 — Дерсу Узала — казак
- 1961 — Суд сумашедших — санитар
- 1962 — Двое в степи — генерал
- 1962 — 49 дней — участие
- 1965 — Год, как жизнь — Жилле, рабочий типографии
- 1966 — Скверный анекдот — штабс-капитан)
- 1967 — Места тут тихие — начальник штаба
- 1967 — Они живут рядом — старый рабочий
- 1967 — Операция «Трест» — мужчина с лошадью
- 1967 — Три тополя на Плющихе — отец Григория

### Театр имени Е. Б. Вахтангова
- Мужики (Виринея, 1925)
- Семён (Барсуки, 1927)
- Швач, Лосев (Разлом, 1927)
- Бондаренко (Интервенция, 1933)
- Леонардо (Человеческая комедия, 1934)
- Алёша (Аристократы, 1935)
- Самсонов (Человек с ружьём, 1937)
- 1-й офицер (Маскарад, 1941)
- Ефим (Фома Гордеев, 1956)
- Хозяин трактира (Живой труп, 1962)
- Рабы (Принцесса Турандот, 1963)
- Лесничий (Золушка, 1966)

## Оценочные мнения
- Со слов и мнения киноведа Алексея Тремасова, судьба артиста Н. Г. Гладкова развивалась параллельно судьбе страны, в которой он жил, с которой преодолевал трудности. Он никогда не отклонялся от работы, от защиты своей Родины, всегда шагал в её первых рядах. Как и многих других, она его сначала поощряла, а потом незаслуженно била, заставляла терпеть лишения, отбирая то, чего он был достоин, отдаляла от центра культурных событий, не давала возможности максимальной творческой реализации. Но Гладков не сломался и не обозлился, сумел сохранить чувство собственного достоинства, прожив интересную, достойную уважения жизнь[1].
- По мнению киноведа Алексея Тремасова, уже в первые годы работы в театре Николай Гладков сыграл целый ряд заметных ролей. Из перечня видно, что в его репертуаре преобладали, в основном, героические персонажи. Этому наверняка способствовали природная мужественность и армейская стать Гладкова, как нельзя лучше подходившие для ролей подобного плана[1].
- В кино играл в основном небольшие роли военных, социальных героев, рабочих, стариков[1].
- Со слов Тремасова, Гладков был разносторонним человеком. Очень любил природу, являлся страстным рыболовом и садоводом. Помимо увлечения садоводством, Николай Гладков был заядлым шахматистом. Любил стихи и классическую музыку. Обладал прекрасным слухом, хорошо пел. Был очень общителен[1].
- Обладал мягким и добрым характером[1].

## Издательства
- Соломон Кипнис. Новодевичий мемориал. Некрополь монастыря и кладбища. — Litres, 2024-03-23. — 770 с. — ISBN 978-5-04-624076-4.